# Trattato di Libero Commercio Continentale Africano
Il Trattato di Libero Commercio Continentale Africano (in inglese African Continental Free Trade Agreement, abbreviato AfCFTA) è un trattato internazionale che regola l'apertura delle frontiere e la creazione di un'area di libero scambio tra i Paesi africani membri. A luglio 2019 sono 54 i firmatari, e sono già state raggiunte le 22 ratifiche necessarie per l'entrata in vigore dell'accordo. L'unico stato africano a non aver né firmato né ratificato l'accordo è l'Eritrea.

## Membri
Accordo ratificato
     Accordo firmato il 21 marzo 2018, non ratificato
     Accordo firmato dopo il 21 marzo 2018, non ratificato

'
Accordo ratificato
Accordo firmato il 21 marzo 2018, non ratificato
Accordo firmato dopo il 21 marzo 2018, non ratificato

I 54 membri dell'Unione Africana che hanno firmato il trattato sono:
- Algeria
- Angola
- Benin
- Botswana
- Burkina Faso
- Burundi
- Camerun
- Capo Verde
- Ciad
- Comore
- Costa d'Avorio
- Egitto
- Etiopia
- Gabon
- Gambia
- Ghana
- Gibuti
- Guinea
- Guinea-Bissau
- Guinea Equatoriale
- Kenya
- Lesotho
- Liberia
- Libia
- Madagascar
- Malawi
- Mali
- Marocco
- Mauritania
- Mauritius
- Mozambico
- Namibia
- Niger
- Nigeria[1]
- Rep. Centrafricana
- Rep. del Congo
- RD del Congo
- Ruanda
- Sahara Occidentale
- São Tomé e Príncipe
- Senegal
- Seychelles
- Sierra Leone
- Somalia
- Sudafrica
- Sudan
- Sudan del Sud
- eSwatini
- Tanzania
- Togo
- Tunisia
- Uganda
- Zambia
- Zimbabwe

L'unica nazione africana che non ha ancora firmato il trattato è:
- Eritrea

## Storia
Nel 1963, l'Organizzazione dell'Unità Africana (OAU) fu fondata dagli stati indipendenti dell'Africa. L'OUA aveva lo scopo di promuovere la cooperazione tra gli stati africani. Il piano d'azione di Lagos del 1980 è stato adottato dall'organizzazione. Il piano suggeriva che l'Africa dovrebbe minimizzare la dipendenza dall'Occidente promuovendo il commercio intra-africano. Ciò portò alla creazione di un certo numero di organizzazioni di cooperazione regionale nelle diverse regioni dell'Africa, come la Conferenza sul coordinamento dello sviluppo dell'Africa australe. Alla fine ciò portò al trattato di Abuja nel 1991, che creò la Comunità Economica Africana, un'organizzazione che promuoveva lo sviluppo di aree di libero scambio, unioni doganali, una Banca centrale africana e un'unione monetaria africana.
Nel 2002, all'OUA è succeduta l'Unione Africana (UA), che ha come uno dei suoi obiettivi quello di accelerare "l'integrazione economica del continente". Un secondo obiettivo era quello di "coordinare e armonizzare le politiche tra le comunità economiche regionali esistenti e future per il graduale raggiungimento degli obiettivi dell'Unione". Al vertice dell'Unione africana del 2012 ad Addis Abeba, i leader africani hanno concordato di creare una nuova area di libero scambio continentale entro il 2017. Al vertice dell'Unione africana del 2015 a Johannesburg, il vertice ha accettato di avviarne negoziati. Ciò ha dato inizio ad una serie di dieci sessioni negoziali che si sono svolte nei tre anni successivi.

### Summit di Kigali, 2018
Nel 2018, in occasione della decima sessione straordinaria dell'Unione africana sull'AfCFTA, sono stati firmati tre accordi separati: l'accordo africano di libero scambio continentale; la dichiarazione di Kigali; e il Protocollo sulla libera circolazione delle persone. Il Protocollo sulla libera circolazione delle persone cerca di stabilire una zona senza visti nei Paesi AfCFTA e sostiene la creazione del passaporto dell'Unione africana. Al vertice di Kigali, il 21 marzo 2018, 47 hanno firmato la Dichiarazione di Kigali, 30 hanno firmato il Protocollo sulla libera circolazione delle persone e 44 Paesi hanno firmato l'AfCFTA. Essi sono:
- Algeria
- Angola
- Burkina Faso
- Camerun
- Capo Verde
- Ciad
- Comore
- Costa d'Avorio
- Egitto
- Etiopia
- Gabon
- Gambia
- Ghana
- Gibuti
- Guinea
- Guinea Equatoriale
- Kenya
- Liberia
- Libia
- Madagascar
- Malawi
- Mali
- Marocco
- Mauritania
- Mauritius
- Mozambico
- Niger
- Rep. Centrafricana
- Rep. del Congo
- RD del Congo
- Ruanda
- Sahara Occidentale
- São Tomé e Príncipe
- Senegal
- Seychelles
- Somalia
- Sudan
- Sudan del Sud
- eSwatini
- Tanzania
- Togo
- Tunisia
- Uganda
- Zimbabwe

Un grande successo, con però due notevoli riserve: Nigeria e Sudafrica, le due maggiori economie in Africa, non avevano firmato inizialmente i trattati.

### Ratifica
Affinché il trattato potesse entrare in vigore, era necessario che 22 Nazioni africane lo ratificassero. Le prime nazioni a farlo sono stati il Kenya ed il Ghana, rispettivamente il 6 ed il 7 maggio 2018. Il trattato è entrato in vigore quasi un anno dopo, il 30 maggio 2019, grazie alla ratifica di Gambia e Zimbabwe. I primi 22 Paesi a ratificare il trattato sono stati:
- Ciad
- Costa d'Avorio
- Egitto
- Etiopia
- Gambia
- Ghana
- Gibuti
- Guinea
- Kenya
- Mali
- Mauritania
- Namibia
- Niger
- Rep. del Congo
- Ruanda
- Senegal
- Sierra Leone
- Sudafrica
- eSwatini
- Togo
- Uganda
- Zimbabwe

## Obiettivo
Gli obiettivi del trattato prevedono:
- la rimozione delle tasse doganali
- rivitalizzare lo spazio commerciale africano
- incentivare una nuova economia competitiva
- creare nuovi posti di lavoro.

## Paesi Partner
| Paese               | Firma | Data della firma | Ratifica | Data della ratifica |
| ------------------- | ----- | ---------------- | -------- | ------------------- |
| Algeria             | Si    | 21 marzo 2018    | Si       |                     |
| Angola              | Si    | 21 marzo 2018    | Si       |                     |
| Benin               | Si    | 7 luglio 2019    | No       |                     |
| Botswana            | Si    | 10 febbraio 2019 | Si       |                     |
| Burkina Faso        | Si    | 21 marzo 2018    | Si       | 27 maggio 2019      |
| Burundi             | Si    | 2 luglio 2018    | Si       |                     |
| Camerun             | Si    | 21 marzo 2018    | Si       |                     |
| Capo Verde          | Si    | 21 marzo 2018    | Si       |                     |
| Ciad                | Si    | 21 marzo 2018    | Si       | 29 giugno 2018      |
| Comore              | Si    | 21 marzo 2018    | Si       |                     |
| Costa d'Avorio      | Si    | 21 marzo 2018    | Si       | 13 novembre 2018    |
| Egitto              | Si    | 21 marzo 2018    | Si       | 27 febbraio 2019    |
| Eritrea             | No    |                  | No       |                     |
| Etiopia             | Si    | 21 marzo 2018    | Si       | 23 marzo 2019       |
| Gabon               | Si    | 21 marzo 2018    | Si       | 7 luglio 2019       |
| Gambia              | Si    | 21 marzo 2018    | Si       | 11 aprile 2019      |
| Ghana               | Si    | 21 marzo 2018    | Si       | 7 maggio 2018       |
| Gibuti              | Si    | 21 marzo 2018    | Si       | 5 febbraio 2019     |
| Guinea              | Si    | 21 marzo 2018    | Si       | 31 luglio 2018      |
| Guinea-Bissau       | Si    | 8 febbraio 2019  | Si       |                     |
| Guinea Equatoriale  | Si    | 21 marzo 2018    | Si       | 7 luglio 2019       |
| Kenya               | Si    | 21 marzo 2018    | Si       | 6 maggio 2018       |
| Lesotho             | Si    | 2 luglio 2018    | Si       |                     |
| Liberia             | Si    | 21 marzo 2018    | Si       |                     |
| Libia               | Si    | 21 marzo 2018    | No       |                     |
| Madagascar          | Si    | 21 marzo 2018    | No       |                     |
| Malawi              | Si    | 21 marzo 2018    | Si       | 1 novembre 2020     |
| Mali                | Si    | 21 marzo 2018    | Si       | 11 gennaio 2019     |
| Marocco             | Si    | 21 marzo 2018    | Si       |                     |
| Mauritania          | Si    | 21 marzo 2018    | Si       | 31 gennaio 2019     |
| Mauritius           | Si    | 21 marzo 2018    | Si       | 30 settembre 2019   |
| Mozambico           | Si    | 21 marzo 2018    | Si       | 9 gennaio 2023      |
| Namibia             | Si    | 2 luglio 2018    | Si       | 25 gennaio 2019     |
| Niger               | Si    | 21 marzo 2018    | Si       | 28 maggio 2018      |
| Nigeria             | Si    | 7 luglio 2019    | Si       |                     |
| Rep. Centrafricana  | Si    | 21 marzo 2018    | Si       |                     |
| Rep. del Congo      | Si    | 21 marzo 2018    | Si       | 7 febbraio 2019     |
| RD del Congo        | Si    | 21 marzo 2018    | Si       |                     |
| Ruanda              | Si    | 21 marzo 2018    | Si       | 25 maggio 2018      |
| Sahara Occidentale  | Si    | 21 marzo 2018    | Si       | 27 aprile 2019      |
| São Tomé e Príncipe | Si    | 21 marzo 2018    | Si       | 28 maggio 2019      |
| Senegal             | Si    | 21 marzo 2018    | Si       | 12 marzo 2019       |
| Seychelles          | Si    | 21 marzo 2018    | Si       |                     |
| Sierra Leone        | Si    | 2 luglio 2018    | Si       | 7 novembre 2018     |
| Somalia             | Si    | 21 marzo 2018    | Si       |                     |
| Sudafrica           | Si    | 2 luglio 2018    | Si       | 31 gennaio 2019     |
| Sudan               | Si    | 21 marzo 2018    | No       |                     |
| Sudan del Sud       | Si    | 21 marzo 2018    | No       |                     |
| eSwatini            | Si    | 21 marzo 2018    | Si       | 21 giugno 2018      |
| Tanzania            | Si    | 21 marzo 2018    | Si       |                     |
| Togo                | Si    | 21 marzo 2018    | Si       | 9 gennaio 2019      |
| Tunisia             | Si    | 21 marzo 2018    | Si       |                     |
| Uganda              | Si    | 21 marzo 2018    | Si       | 20 novembre 2018    |
| Zambia              | Si    | 10 febbraio 2019 | Si       |                     |
| Zimbabwe            | Si    | 21 marzo 2018    | Si       | 25 aprile 2019      |

## Implementazione
L'AfCFTA è impostato per essere implementato in fasi, con alcune delle fasi future ancora in fase di negoziazione. Al suo lancio, il 7 luglio 2019, sono stati attivati cinque strumenti operativi che regoleranno l'AfCFTA: "le regole di origine, il forum negoziale online, il monitoraggio e l'eliminazione delle barriere non tariffarie, un sistema di pagamento digitale e l'Osservatorio sul Commercio Africano.
Al vertice di Kigali sono state individuate aree di accordo su protocolli commerciali, procedure di risoluzione delle controversie, cooperazione doganale, facilitazione degli scambi e norme di origine. Questo fa parte della Fase I dell'accordo, che riguarda la liberalizzazione di beni e servizi. C'è anche un accordo per ridurre le tariffe sul 90% di tutte le merci. Ogni nazione è autorizzata ad escludere il 3% delle merci da questo accordo. Alcune questioni della fase I che rimangono da negoziare comprendono il programma delle concessioni tariffarie e altri impegni specifici. I negoziati per la Fase II sono iniziati a febbraio 2019: essi copriranno i protocolli per la concorrenza, la proprietà intellettuale e gli investimenti. I negoziati sulle questioni di fase II dovrebbero concludersi nel 2020.

## Problemi
Un fattore di complicazione dei negoziati era che l'Africa era già stata divisa in otto distinte aree di libero scambio e / o unioni doganali, ciascuna con regolamenti diversi. Questi organismi regionali continueranno ad esistere: l'accordo africano di libero scambio continentale inizialmente cerca di ridurre le barriere commerciali tra i diversi pilastri della comunità economica africana, usando queste organizzazioni regionali come elementi costitutivi per l'obiettivo finale di un'unione doganale in tutta l'Africa.
Altri problemi che dovranno affrontare i Paesi membri saranno:
- la questione tariffe, ovvero paesi con economie protezionistiche devono abbattere le loro tariffe, con il rischio di distruggere alcuni settori delle proprie economie nazionali.
- la questione infrastrutture, ovvero il libero scambio di merci è ostacolato dalla scarsa e poco sviluppata rete di infrastrutture intrafricane.